# Mięsień obniżacz kąta ust
Mięsień obniżacz kąta ust, mięsień trójkątny (łac. musculus depressor anguli oris, musculus triangularis) – w anatomii człowieka jeden z mięśni wyrazowych, należący do grupy mięśni otoczenia szpary ust. Zaczyna się na brzegu dolnym żuchwy od guzka bródkowego do poziomu pierwszego zęba trzonowego. Od dolnego przyczepu włókna mięśnia zbiegają się w pęczek trójkątny, kierując się ku górze do kąta ust, kończąc się w większości w węźle mięśniowym, w części zaś w skórze wargi. Unerwiony jest przez gałęzie policzkowe nerwu twarzowego.
Obniża kąt ust i wyprostowuje bruzdę nosowo-wargową, nadając wyraz smutku, przybicia, cierpienia, niesmaku.